# فايق ورايق (فلم)
فايق ورايق فيلم كوميدي موسيقي مصري للمخرج حلمي رفلة لعام 1951، من قصة أبو السعود الابياري الذي كتب السيناريو، والحوار مع حلمي رفلة. الفيلم من بطولة تحية كاريوكا، وكارم محمود، وإسماعيل يس، ويدور الفيلم حول المطرب رايق الذي يطلق زوجته الراقصة أشواق لثالث مرة، ويريد أن يعيد أشواق لعصمته، تطلب أشواق من فايق أن يكون هو المحلل. الإنتاج لشركة أفلام حلمي رفلة، وصدر إلى دور العرض في 29 نوفمبر 1951.

## أحداث الفيلم
المطرب رايق (كارم محمود) يطلق زوجته الراقصة أشواق (تحية كاريوكا) للمرة الثالثة، ويطلب من زميله في التياترو، فايق (إسماعيل ياسين)، أن يتزوج من أشواق كمحلل حتى يتسنى له إعادتها لعصمته، ولكن فايق كان يحب أشواق، ويرفض طلاقها، بعد أن يتزوجها. تتشاجر أشواق مع فايق وتترك له المنزل، بينما يحضر والده، بلبل (عبد الوارث عسر)، ليرى زوجة ابنه الجديدة. يخشى فايق أن يحرمه والده من المعونة الشهرية، فيقوم باستأجار الراقصة سعاد (سميحه توفيق)، زوجة جاره فارس (إلياس مؤدب)، تاجر الياميش الشامي، لتمثل دور زوجته امام أبيه، بينما يتصل صاحب شركة الأفلام المجففة (زكى إبراهيم) تليفونيا ويخبر الخادمة دومينا (زينات صدقى) وزوجها الطباخ كوارع (عبد الفتاح القصرى) أنه سيأتي للاتفاق مع أشواق، وفالح على فيلم. يصل الحاج بلبل، ومعه أحد المصورين لأخذ صورة لإبنه مع زوجته الجديدة، ويظن الجميع أنه صاحب شركة الأفلام. تصل أشواق، ويضطر فالح أن يخبر والده أنها جارته، ويعجب بها الحاج بلبل، ويرغب في أن يتزوجها، ولكن فايق يخبره أنها متزوجة من كوارع، ويقوم الحاج بمساومة
كوارع على تطليق اشواق مقابل خمسمائة جنيه، ويظن كوارع انه يحدثه عن زوجته دومينا، ويستعد لقتل الحاج. تسقط سعاد بطريق الصدفة على الحاج، بينما يصل زوجها فارس ويظن انها تخونه، ويريد قتل الحاج، ولكن اشواق تخبره بالحقيقة. يكلف الحاج بلبل إبنه فايق بالسفر إلى بلاد المغرب لإحضار بعض الأموال التي يدين بها أحد التجار، لكن المركب تغرق في البحر، ويتمكن فايق من السباحة إلى أحد الجزر النائية، ويمكث بها لعدة شهور، وتخبر شركة الملاحة اشواق بأن زوجها مفقود، ولكن رايق يقوم بإحضار رجل يدعى امام اشواق بأنه مندوب شركة البواخر ليخبرها انهم قد عثروا على ذراع زوجها، أما باقى الجثة فقد أكلها تمساح، ويستخرج لها شهادة وفاه مزورة، ويتمكن رايق من الزواج من اشواق. يصل فايق في ليلة الدخلة، ويدور صراع بين الزوجين، رايق، وفايق على اشواق، مما يجعل اشواق تطرد الاثنين من المنزل، ويحاول المحامى (فرج النحاس) ان يوفق بين الجميع، ويطل من الاثنين ان يطلقاها، واعطاؤها الفرصة للإختيار، ولكن رايق يدعى الانتحار، وتحزن عليه اشواق، فيتأكد رايق انها تحبه ويعانقها، ويراهم فايق، وينسحب في هدوء

## طاقم التمثيل
- كارم محمود: في دور رايق

- تحية كاريوكا: في دور الراقصة اشواق

- إسماعيل ياسين: في دور فايق

- عبد الوارث عسر: في دور الحاج بلبل (والد فايق)

- سميحة توفيق: في دور سعاد

- عبد الفتاح القصري: في دور المعلم كوارع

- زينات صدقي: في دور زوجة المعلم كوارع

- إلياس مؤدب: في دور فارس

- عبد الحميد زكي: في دور الشاويش

- عباس رحمي: في دور وكيل النيابة

- محمد أبو السعود: في دور حاكم الجزيرة

- محمد نبيه: في دور نائب حاكم الجزيرة

- عبد المنعم إسماعيل: في دور عسكري الدورية

- رشاد حامد: في دور ضابط القسم

- زكي إبراهيم: في دور مدير شركة الافلام المجففه

- منير الفنجري: في دور سكرتير شركة الافلام المجففه

- عبد الحليم القلعاوي: في دور مأذون عقد الزواج الثاني بين أشواق ورايق

- سميرة أحمد: في دور ماسكة الرق

- خيرية أحمد: في دور ماسكة الرق

- أحمد الحداد: في دور المصوراتي

بالاشتراك مع: نجوى سالم – فرج النحاس.
عن طاقم التمثيل
كارم محمود: ورصيده الفني عشرين فيلمًا، منها «فايق ورايق»، وكانت أشهر أغانيه «سمرة ياسمرة»، و«يا أنا يا العزال»، و«على شط بحر الهوى»، و«عنابي ياخدود الحليوة»، و«أمانة عليك يا ليل طول»، ورحل عن عالمنا في عام 1995. كتبت هبة أمين على موقع الوطن: «صوت قوي، وحظ عاثر في التمثيل».
الياس مؤدب: شارك نجم الكوميديا إسماعيل ياسين في 14 فيلماً. وقد توفي بعد ستة أشهر من صدور فيلمه (فايق ورايق) في 28 مايو من العام 1952.
سميرة أحمد: ظهرت في هذا الفيلم مع شقيقتها خيرية أحمد في مشهد صغير، وكان هذا عام 1951 حيث شاركت في ستة أفلام هي: الدنيا حلوة - في الهوا سوا - ابن النيل - حبيب الروح - أنا بنت ناس - فايق ورايق.

## أغاني الفيلم
هناك ستة أغانٍ في الفيلم وهي:
| الأغنية            | المؤلف              | الملحن       | المغني              |
| ------------------ | ------------------- | ------------ | ------------------- |
| أنا ولاّ هوّ         | أبو السعود الإبياري | محمود الشريف | إسماعيل، كارم، تحية |
| يا أم القوام ملفوف | ابن الليل           | محمود الشريف | كارم محمود          |
| استعراض القلوب     | أبو السعود الإبياري | محمود الشريف | إسماعيل، كارم، تحية |
| همّ همّ              | أبو السعود الإبياري | علي فراج     | إسماعيل ياسين       |
| اتمخطر يا لولو     | أبو السعود الإبياري | عزت الجاهلي  | إسماعيل ياسين       |
| كان بدري           | أبو السعود الإبياري | عزت الجاهلي  | كارم، تحية، زينات   |

## وصلات خارجية
https://dhliz.com/film/faye2_wa_raye2/ فايق ورايق (فيلم 1951)
https://elcinema.com/work/1002205 فايق ورايق (فيلم 1951)
https://karohat.com/title/d51a46f8-b0df-479a-ab3a-3aab34afc699/ فايق ورايق (فيلم 1951)
- مقالات تستعمل روابط فنية بلا صلة مع ويكي بيانات